# Spangereidkanal

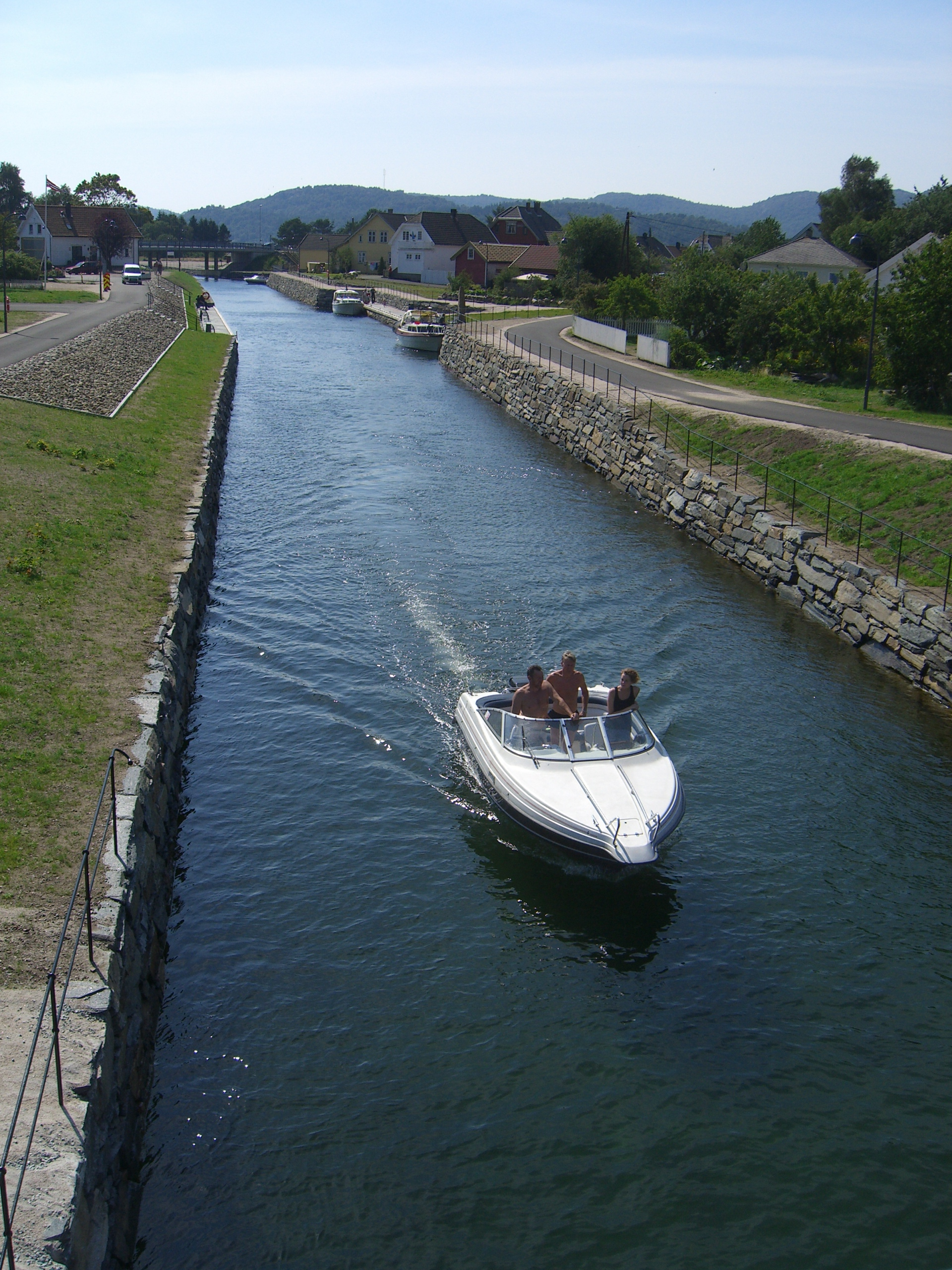
Der Spangereidkanal

Der Spangereidkanal geht quer durch die Halbinsel Lindesnes in der norwegischen Kommune Lindesnes. Er führt durch Spangereid von Store Båly zum Lehnesfjord. Der südliche Eingang ist am Hafen von Båly, der mit seinen Bootsanlegeplätzen ein beliebtes Ausflugsziel darstellt.
Der 2006 bis 2007 erbaute Kanal ist 930 m lang, zwischen 11 und 25 m breit, hat eine schiffbare Tiefe von 2 m und eine Durchfahrtshöhe von 4,50 m.
Nach mehr als zwanzigjähriger Planung beschloss die Kommune 2005 den Bau und erhielt Finanzierungszusagen durch den Staat, die Nachbarkommunen und von regionalen privaten Wirtschaftsunternehmen. Mit dem Kanal beabsichtigte man, dem Freizeitbootverkehr die Möglichkeit zu bieten, das Kap Lindesnes nicht auf dem offenen Meer umfahren zu müssen. Da die Durchfahrtshöhe aber nur 4,50 m beträgt, müssen die meisten Segelboote weiterhin den Weg über das offene Meer wählen.

## Geschichte
Die Geschichte des Kanals geht zurück bis ins 8. Jahrhundert und ist einzigartig in Norwegen. Vermutlich haben bereits Wikingerschiffe den Kanal passiert, aber im Laufe der Zeit verfüllte sich der Kanal und war in neuerer Zeit ganz verschwunden.
Viele Landengen boten eine solche Möglichkeit, aber für gewöhnlich zog man Schiffe über einen mit Hölzern belegten Weg, die im Norwegischen spong (im Plural spenger) heißen.

Der Spangereidkanal auf der Karte

### Eisenzeit
2001 durchgeführte Ausgrabungen belegen, dass schon im Jahr 700 ein Kanal durch die Landenge existierte. Gefunden wurde ein Kanal von 12 m Breite und 2 m Tiefe sowie Abdrücke von tief in den Boden gerammten Pfählen und Reste einer Holzverkleidung der Kanalwände. Dieser Fund ist einzigartig in Norwegen und zeigt eines der größten Bauten der Eisenzeit in Norwegen.

### 16. bis 19. Jahrhundert
Von einer 1724 entstandenen Karte kennt man die Beschreibung eines Groben, aber auch aus einem Rechtsstreit, der 1595 in Gang war und erst 1787 abgeschlossen wurde, fast 200 Jahre später. Die eine Partei beanspruchte den Kanal als Grundstücksgrenze. Von Booten ist dort nicht die Rede.
Pläne für einen Kanal über die Landenge bei Høllen sind alt. Um 1600 schreibt Peder Claussøn Friis über diesen Kanal im Buch Norriges oc Omliigende Øers sandfærdige Bescriffuelse (1632 gedruckt). Er beschreibt, dass in der Vergangenheit versucht wurde, einen Kanal zu graben, das Unternehmen aber aufgegeben werden musste, als man auf Fels stieß.
Seitdem wurden die Pläne für einen Kanal immer wieder aufgenommen, zuletzt in den 1880er Jahren.
1810, während des Krieges gegen Großbritannien saß ein Kapitänleutnant Michael Bille auf Spangereid und schrieb an den König in Kopenhagen einen Brief, in dem er um den Bau eines Kanals über die Landenge bittet, der die Fahrten gegen die englischen Eroberer sicherer machen würde.

## Orte

### Dronningbrygga
Die Dronningbrygge (deutsch: der Königinnenkai) ist ein 60 m langer Kai, der nach Königin Sonja benannt wurde, die am 5. Juli 2007 den Kanal offiziell eröffnete. Der Kai liegt am südlichen Ende des Kanals an der Mündung in den Lehnesfjord.

### Gegenwart
Um 1990 nimmt der Bürgermeister der Kommune Lindesnes, Ansgar Gabrielsen, den Kanal in den kommunalen Flächenplan auf.
Am 22. Juni 2007 wird der Kanal mit einer Kranzniederlegung durch Bürgermeister Ivar Lindal, ein starker Verfechter für den Bau des Kanals, für den Verkehr freigegeben. Die offizielle Eröffnung erfolgt durch Königin Sonja am 5. Juli 2007 mit Gästen aus Königshäusern aus ganz Europa.

## Finanzierung

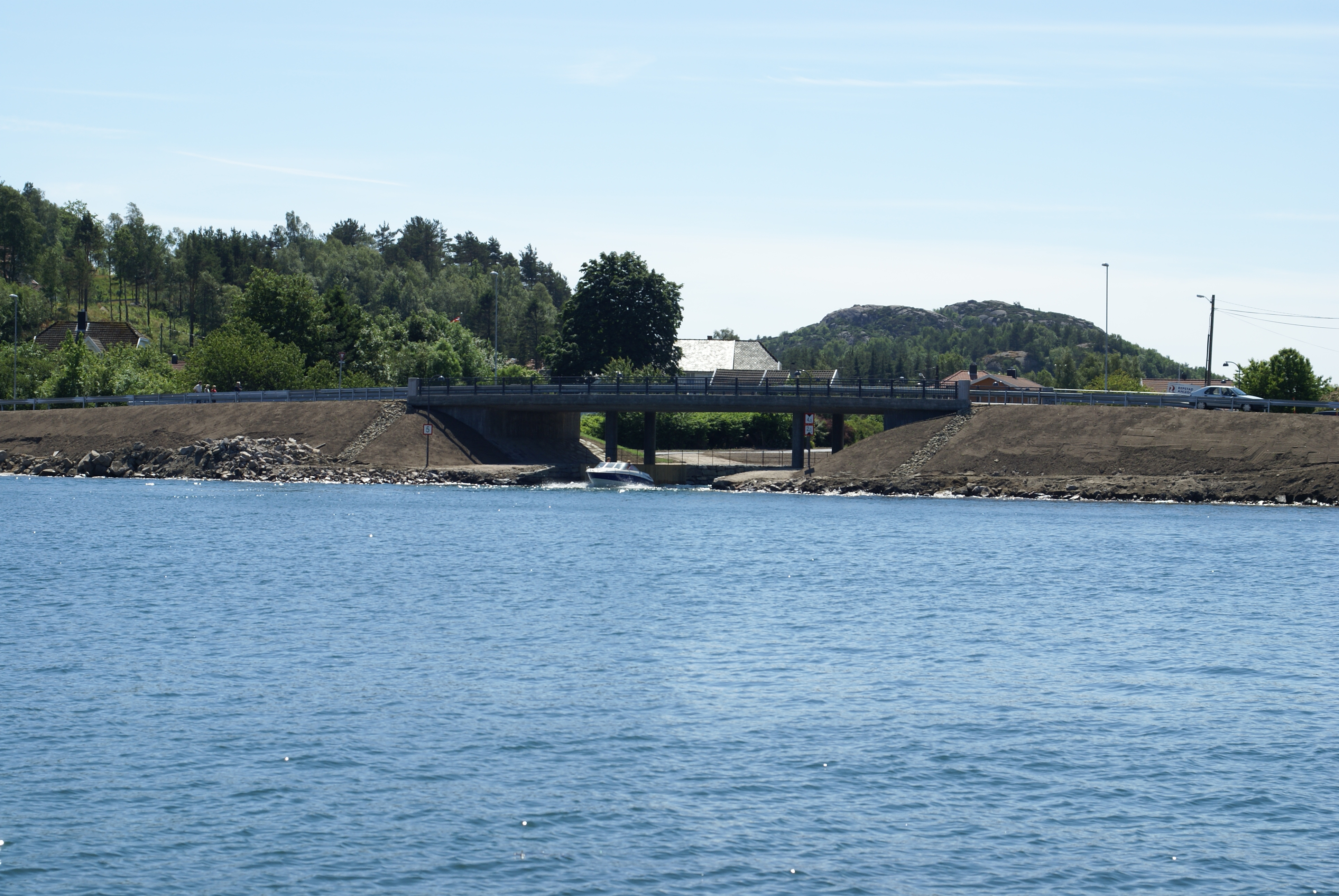
Nördliche Kanaleinfahrt, Lehnesfjord
Foto: Philip Gabrielsen

Die geschätzten Kosten belaufen sich auf ca. 40 Millionen norwegische Kronen, einschließlich der Anpassung von Straßen, Fuß- und Radwegen und Brücken.
Finanziell beitragen haben:
- der norwegische Staat durch das Verkehrsministerium 7 Millionen für die Verlegung der Reichsstraße 460;
- die Provinz Vest-Agder 9 Millionen, davon 7,5 Millionen für Ausbesserung und Verlegung der Provinzstraße und bis zu 1,5 Millionen zur Ortsentwicklung von Høllen im Bereich des Kanals;
- die Kommune Lindesnes durch Grundstückserwerb 4 Millionen;
- die Kommune Mandal 1 Million;
- die Kommune Lyngdal 0,8 Millionen.

Auch Privatfirmen haben kleinere und größere Beträge gespendet.

## Bildergalerie

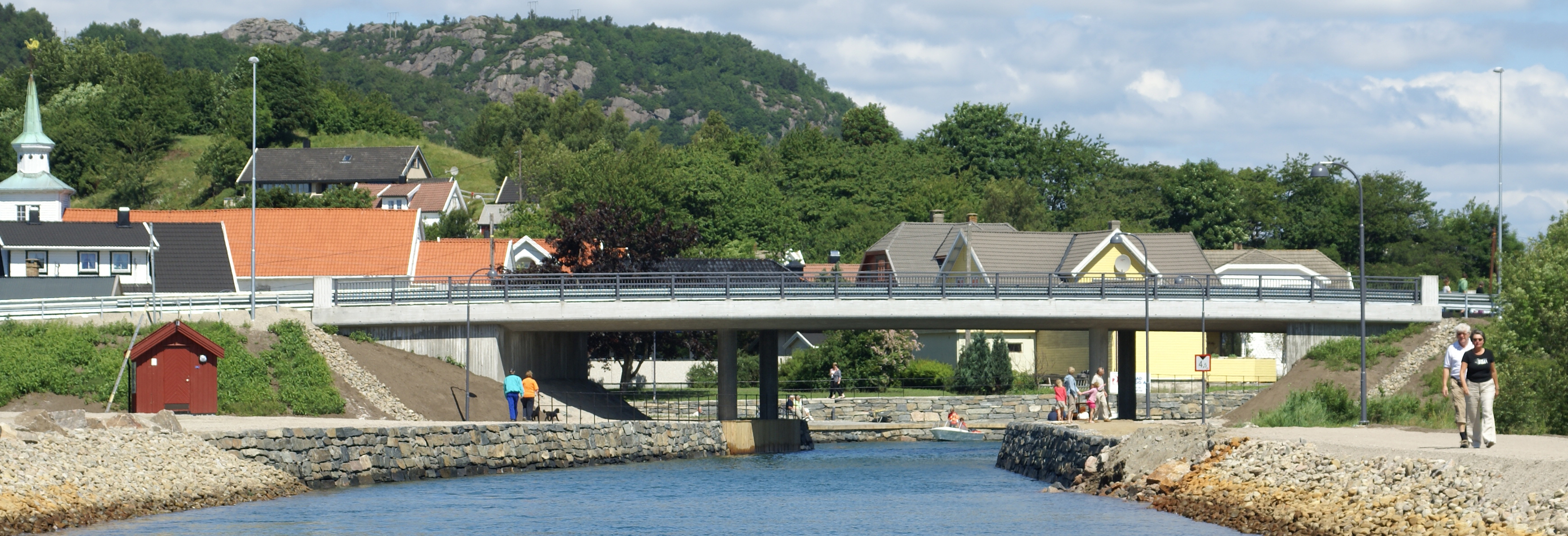
Die südliche der beiden Brücken über den Kanal Foto: Philip Gabrielsen
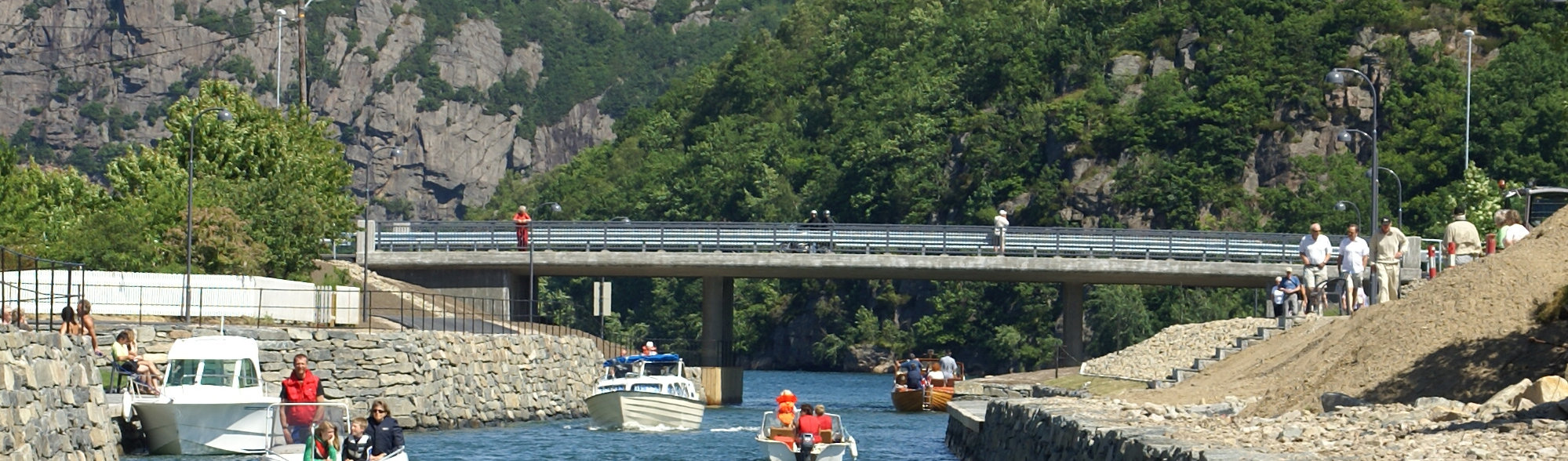
Die nördliche der beiden Brücken über den Kanal Foto: Philip Gabrielsen
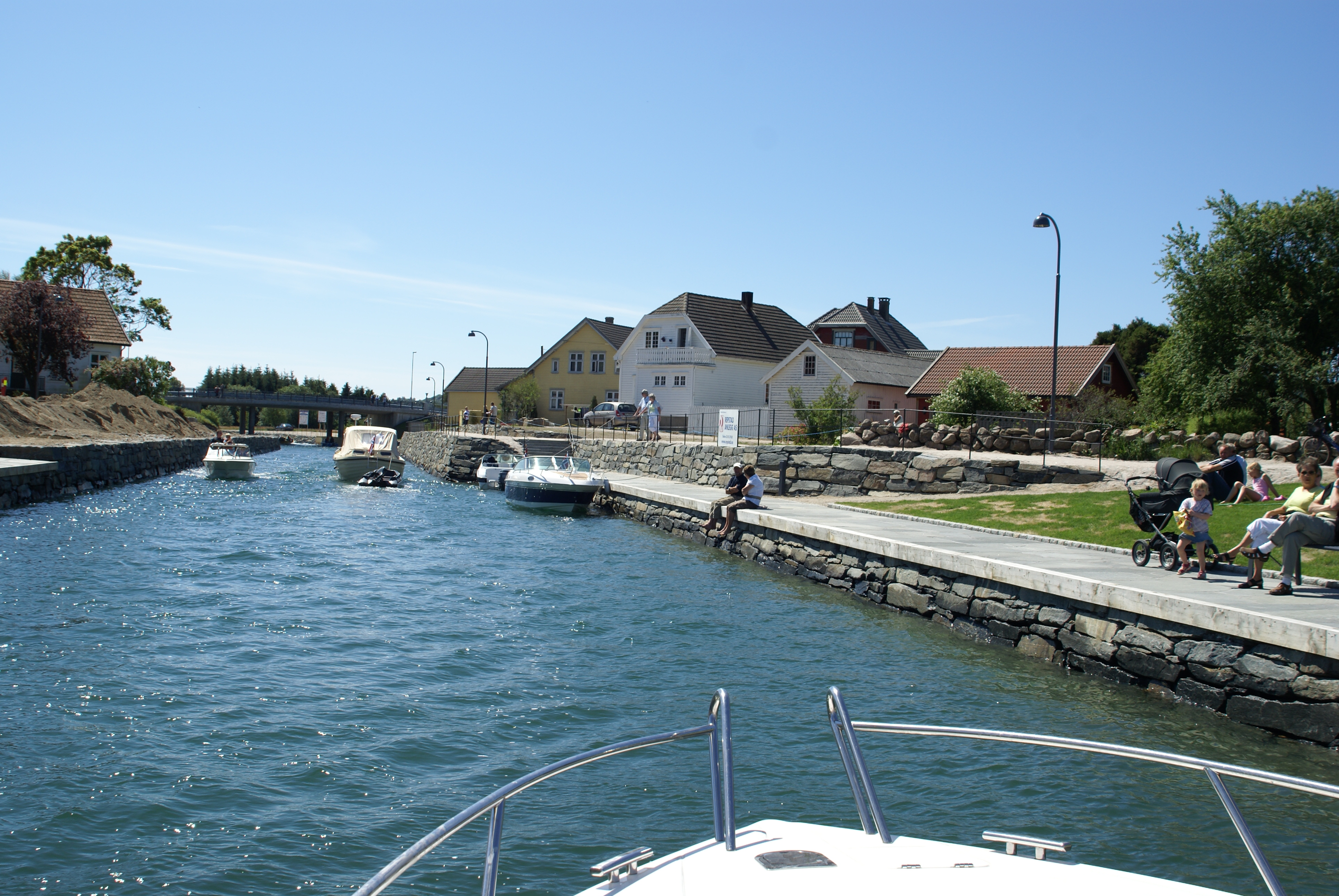
Der Königinnenkai, benannt nach Königin Sonja Foto: Philip Gabrielsen
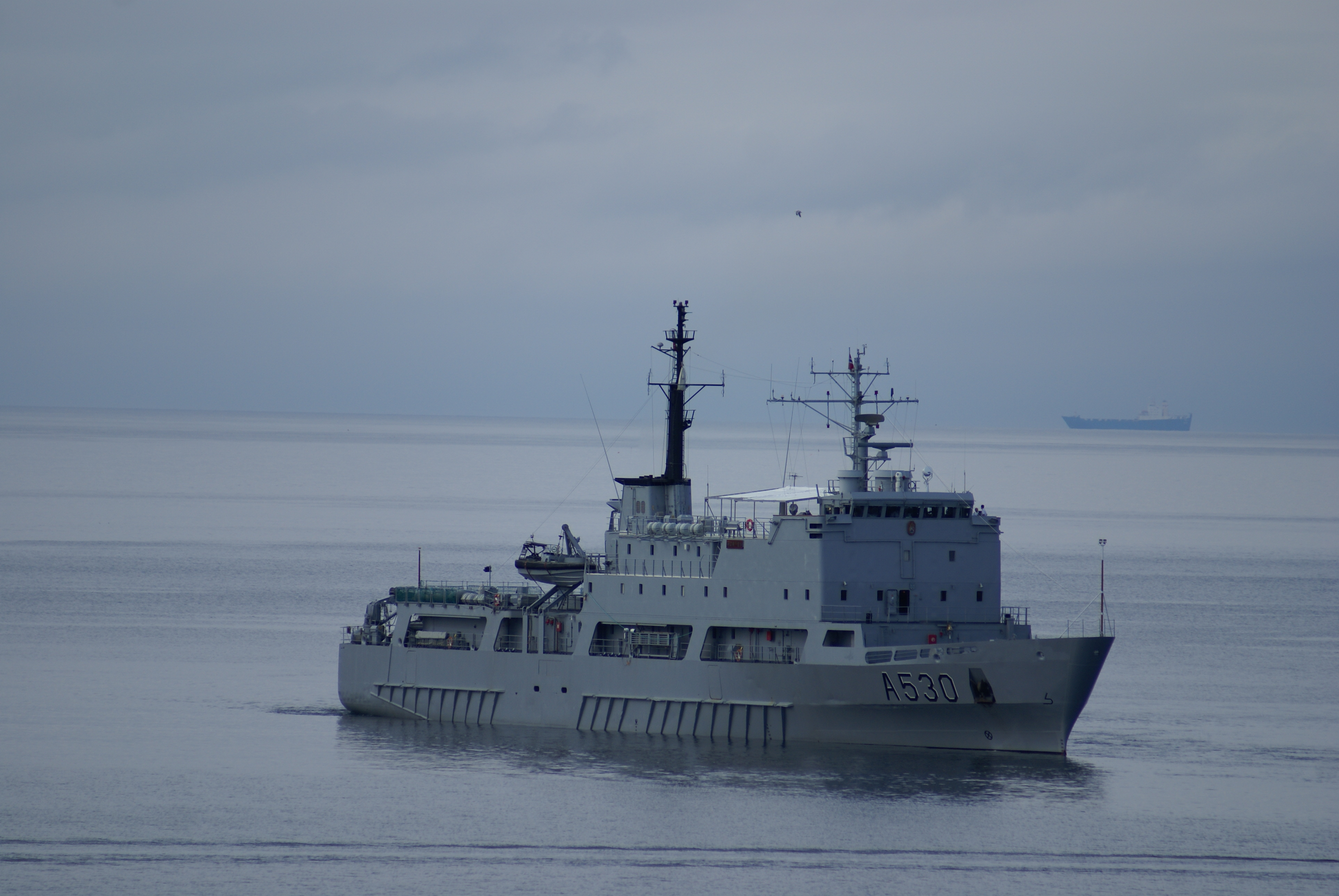
KNM «Horten» auf Besuch während der Eröffnung Foto: Philip Gabrielsen